# シップヘルスケアホールディングス
シップヘルスケアホールディングス株式会社（英: SHIP HEALTHCARE HOLDINGS, INC.）は、大阪府吹田市に本社をおく「シップヘルスケアグループ」の持株会社。

## 概要
シップヘルスケアグループ（連結子会社53社、2020年3月31日現在）は、医療・保健・福祉・介護のヘルスケア分野にて事業展開を行っている。積極的なM&Aにより業容を拡大してきた。
主要事業は、「トータルパックプロデュース事業」（医療機関等に対するコンサルティング、医療機器・医療設備等の製造販売及びリース等）、「メディカルサプライ事業」（診療材料及び医療機器等の販売）、「ライフケア事業」（老人ホーム・グループホーム等の運営、食事提供サービス業務、リハビリ支援業務）、「調剤薬局事業」である。
近年では、ヘルスケア&メディカル投資法人の主要スポンサーをNECキャピタルソリューション及び三井住友銀行とともに務めたり、大阪重粒子線センター（大阪国際がんセンターに隣接）の管理運営業務の受託など、新たな分野への取組を行っている。

## 沿革
- 1992年（平成4年）8月 - 株式会社シップコーポレーションを設立。
- 1992年（平成4年）11月 - （元）「グリーンホスピタルサプライ株式会社」を設立。
- 2002年（平成14年）3月 - （元）「グリーンホスピタルサプライ株式会社」を吸収合併し、（新）グリーンホスピタルサプライ株式会社に商号変更。
- 2005年（平成17年）2月 - 東京証券取引所市場第二部に上場。
- 2007年（平成19年）3月 - 東京証券取引所市場第一部に指定変更。
- 2009年（平成21年）5月 - 「シップヘルスケアホールディングス株式会社」（現グリーンホスピタルサプライ株式会社）を設立。
- 2009年（平成21年）10月 - 持株会社体制へ移行。シップヘルスケアホールディングス株式会社に商号変更。分社型吸収分割で事業を「シップヘルスケアホールディングス株式会社」（現グリーンホスピタルサプライ株式会社）に承継。

## 主要子会社
- グリーンホスピタルサプライ株式会社
- シップヘルスケアリサーチ&コンサルティング株式会社
- 株式会社セントラルユニ
- 酒井医療株式会社
- 山田医療照明株式会社
- アイネット・システムズ株式会社
- シップヘルスケアエステート株式会社
- グリーンエンジニアリング株式会社
- 小西医療器株式会社
- セイコーメディカル株式会社
- 日本パナユーズ株式会社
- 大阪重粒子線施設管理株式会社（大阪重粒子線センター）
- 株式会社SMC